# 韩家墩街道
韩家墩街道，是中华人民共和国湖北省武汉市硚口区下辖的一个乡镇级行政单位。

## 行政区划
韩家墩街道下辖以下地区：
肖家社区、新华社区、曾家社区、古四社区、古五社区、博学社区、公安社区、四新社区、简易社区、综合社区、云鹤社区和长青村。